# Zaburzenie obsesyjno-kompulsyjne z przewagą myśli czy ruminacji natrętnych
Zaburzenie obsesyjno-kompulsyjne z przewagą myśli czy ruminacji natrętnych (ang. Primarily cognitive obsessive-compulsive disorder, Pure-O) – mniej znana forma zaburzeń obsesyjno-kompulsyjnych (ZOK). Charakteryzuje je brak jawnych czynności natrętnych, takich jak mycie rąk, liczenie, sprawdzanie itd. Zamiast tego, kompulsje dokonywane są w sferze mentalnej poprzez unikanie sytuacji wiążących się z obsesją, próby kontroli natrętnych myśli, a także ruminacje. Podstawowym objawem tego typu ZOK są natrętne myśli, które same w sobie stanowią dla cierpiącego źródło lęku.

## Tematyka
ZOK z przewagą myśli obsesyjnych uważane jest za jedno z najbardziej przykrych oraz trudnych w leczeniu form nerwicy natręctw. Cierpiący na nie doświadczają częstych, niechcianych i przerażających myśli. Są one typowo skupione wokół lęku popełnienia czynu zgubnego w skutkach, sprzecznego z charakterem i wartościami chorego i wiążącego się z osobistą lub cudzą krzywdą. Myśli te mają najczęściej tematykę agresywną lub dotyczącą seksualności.
Powyższy typ ZOK może przybrać różną tematykę, jednak cechą wspólną u wszystkich nim dotkniętych jest pojawienie się niepokojącego pytania lub myśli, niechcianego lub nieodpowiedniego „obrazu mentalnego” lub przerażającego impulsu, który powoduje u osoby silny lęk, stojąc w sprzeczności z jej wierzeniami, moralnością lub obyczajnością. W odróżnieniu od innych form ZOK, obsesje związane z tą formą zaburzenia mają znacznie częściej osobisty charakter. Dopasowują się one do najgorszych lęków danej osoby i często dotyczą katastrofalnych wydarzeń dla życia chorego lub jego bliskich. Podczas gdy typowym źródłem obsesji w klasycznym wydaniu ZOK są kwestie bezpieczeństwa lub czystości, dotknięty ZOK z przewagą obsesji może panicznie bać się odkrycia w sobie skłonności dewiacyjnych (np. stania się pedofilem), agresywnych (np. bycia psychopatycznym mordercą), lub możliwości utraty zmysłów, utraty kontroli i zrobienia krzywdy bliskiej lub niewinnej osobie, albo nawet samemu sobie.
Chorzy zazwyczaj rozumieją, że ich obawy są przesadzone, jednak towarzyszący im wysoki poziom lęku nie pozwala ich zignorować. Podobne myśli i impulsy spotykają również zdrowe osoby, jednak te nie przywiązują do nich większej uwagi. Tymczasem cierpiący na ZOK reagują na nie strachem i podejmują próby zneutralizowania myśli lub uniknięcia jej powrotu. Towarzyszą temu długotrwałe ruminacje: „A co jeśli naprawdę chcę/jestem w stanie to zrobić?”, „A co jeśli może się to wydarzyć?”, „Czy to naprawdę ja?” (poczucie absurdalności obsesji paradoksalnie wzmaga w chorym przeświadczenie, że w jego przypadku jest ona uzasadniona). Osoba taka dokona wszystkiego w swojej mocy, aby uciec od obsesji lub odnaleźć ostateczną odpowiedź na dręczące ją pytanie, co zamyka błędne koło nerwicy.
Natrętne myśli/obsesje często obejmują następujące tematy:
- Odpowiedzialność: przesadna troska o dobro innych (zarówno bliskich, jak i obcych), najczęściej przejawiająca się poczuciem winy wobec zrobienia krzywdy komuś lub sobie samemu, intencjonalnie lub przypadkowo, a także przejmująca wątpliwość, czy chory nie dokonał tego czynu w przeszłości[7].
- Seksualność: nieustająca wątpliwość, że chory może mieć inną orientację seksualną (ang. HOCD – Homosexual OCD). ZOK znacząco różni się tu od rzeczywistego kryzysu seksualności. Podczas gdy ukryci homoseksualiści od zawsze odczuwali pociąg do osób tej samej płci, cierpiący na ZOK dotychczas pociągały osoby płci przeciwnej[8], często nawet trwają w spełnionym związku z taką osobą. Osłabienie popędu seksualnego związane z zaburzeniem, a także fizjologiczne reakcje na strach tylko wzmagają niepewność. Pytanie: „Czy mogę być gejem/lesbijką?” przybiera w tej sytuacji formę patologiczną. Dla odmiany osoby homoseksualne mogą być dręczone odwrotną obsesją: „Czy mogę być heteroseksualistą?”[4][9][10].
- Przemoc: nieustająca obawa przed utratą kontroli i skrzywdzeniem siebie lub bliskiej sobie osoby, a także bycia pedofilem i napastowania seksualnego dziecka[9][11].
- Religijność: lęk oscyluje wokół wyobrażeń świętokradczych oraz impulsów do wypowiedzenia bluźnierstw w czasie modlitwy[11][12].
- Zdrowie: nieustający lęk przed zarażeniem się chorobą (różniący się od hipochondrii), najczęściej w sposób absurdalny (na przykład poprzez dotknięcie czegoś, czego właśnie dotknęła osoba z chorobą), a także brak wiary w wyniki badań diagnostycznych[11][12].
- Miłość i związki – (ang. ROCD – relationship OCD) w tym wypadku osoba nieustannie chce dowieść przed sobą prawdziwości swojego lub cudzego uczucia, a także w słuszności trwania w związku. Typowe obsesje to „Skąd wiem, że to prawdziwa miłość?”, „Skąd wiem, że to ten jedyny / ta jedyna?”, „Czy uważam tę osobę za wystarczająco atrakcyjną?”, „Czy to miłość, czy tylko pożądanie?”, „Czy on/ona naprawdę mnie kocha?”. Pytaniom towarzyszy przesadne zaabsorbowanie domniemanymi wadami w partnerze lub partnerce[13][13]. Niemożliwość uzyskania ostatecznej odpowiedzi prowadzi do intensywnego i nieustającego lęku i cierpienia[14].

## Diagnoza i leczenie
Cierpiący na ZOK z przewagą obsesji najczęściej nie zdradzają po sobie objawów choroby, jednak w rzeczywistości nierzadko spędzają większą część dnia na ruminacjach oraz próbach rozwiązania dręczących je pytań. Osoby te bardzo często odczuwają silne poczucie winy oraz lęk. Próbując radzić sobie z tymi uczuciami, często starają się myśleć o przedmiocie swoich obsesji „we właściwy sposób”.
Przykładowo, natrętna myśl dotycząca ugodzenia bliskiej osoby kuchennym nożem spowoduje u chorego szereg katastrofalnych interpretacji: „Jak mógłbym mieć taką myśl? W głębi duszy muszę być psychopatą.” Osoba taka może spędzić długie godziny, przeglądając Internet w poszukiwaniu artykułów definiujących psychopatię. Powyższy rytuał – sprawdzanie, poszukiwanie zapewnienia – nie pomoże jej znaleźć ostatecznej odpowiedzi, a jedynie nasili chęć dalszego poszukiwania odpowiedzi. Główne błędy poznawcze powiązane z tym typem ZOK to fuzja myśl-działanie, wyolbrzymienie roli myśli oraz potrzeba kontroli nad myślami.
Niezależnie od postrzegania natrętnych myśli przez chorego jako wiarygodnych i intensywnych, można swobodnie wykluczyć możliwość dokonania czynów, które wyobraża sobie cierpiący na ZOK, nawet jeśli on sam wierzy, że może tak się wydarzyć. Wynika to między innymi z tego, że osoba taka zrobi wszystkiego w swojej mocy, by uniknąć sytuacji, w których mogą ją spotkać natrętne myśli, nie mówiąc nawet o ziszczeniu swoich wyobrażeń.
Wielu wykwalifikowanych lekarzy i terapeutów nie stawia cierpiącym na ten typ ZOK właściwej diagnozy, najczęściej myląć to zaburzenie z zespołem lęku uogólnionego. Głównym powodem tego jest brak dających się zaobserwować czynności natrętnych. Sukcesem w leczeniu jest doprowadzenie chorego do stanu, w którym nie będzie on dłużej czuł potrzeby odpowiedzenia na dręczące go pytanie. Wielu terapeutów zapewnia swoich pacjentów o braku słuszności ich obaw, a nawet próbuje pomóc im znaleźć ostateczną odpowiedź. Niestety, powyższe działanie jedynie przyczynia się do zaostrzenia ruminacji u pacjenta – umysł cierpiącego na ten typ ZOK najprawdopodobniej wkrótce podsunie mu argument podważający każde zapewnienie czy odpowiedź, podtrzymując tym samym cykl obsesji.
Najbardziej efektywną metodą leczenia ZOK z przewagą obsesji zdaje się terapia poznawczo-behawioralna (ang. CBT – cognitive-behavioral therapy) poprzez technikę ekspozycji i powstrzymania reakcji (ang. ERP – exposure and response prevention). Pomocna jest również psychoterapia kognitywna (ang. CT – cognitive therapy). Psychoterapię można połączyć z zastosowaniem leków, takich jak antydepresanty z grupy SSRI, które mają również działanie przeciwlękowe i antyobsesyjne. Ludzie cierpiący na ZOK z przewagą obsesji są uznani przez niektórych badaczy za mniej podatnych na leczenie techniką ERP w porównaniu do ogółu chorych na ZOK, w związku z czym psychoterapia kognitywna może być w wielu przypadkach bardziej pomocna.
Technika ekspozycji i powstrzymania reakcji działa na zasadzie warunkowania klasycznego. Nadejście natrętnej myśli zazwyczaj przejawia się jako przejmujące pytanie lub dramatyczny scenariusz. Odpowiedź na obsesję powinna zostawić pole na niedopowiedzenia. Przykładowo, reagując na natręctwo: „Jeśli nie pamiętam, co miałem wczoraj na śniadanie, moja matka umrze na nowotwór”, cierpiący powinien zaakceptować ryzyko spełnienia się takiej ewentualności, a także możliwość przyszłych nawrotów tej trapiącej myśli. Tym samym, powinien on zaniechać wszelkich działań, które służyłyby odpowiedzeniu na pytanie lub rozwiązaniu dręczącej kwestii. Inny przypadek natręctwa: „A co, jeśli obraziłem czymś wczoraj szefa?” Zalecana reakcja powinna być następująca: „Być może tak się stało. Nie będę się w związku z tym przejmował ryzykiem zwolnienia.” Należy w tym wypadku podkreślić różnicę między odpowiedzią terapeutyczną a ruminacjami: ta pierwsza nie szuka definitywnej odpowiedzi na pytanie, lecz dąży do zaakceptowania niepewności i braku rozwiązania.
Terapia akceptacji i zaangażowania (ang. ACT – Acceptance and commitment therapy) to nowsze podejście stosowane w leczeniu tego typu ZOK, a także innych zaburzeń, takich jak nerwica lękowa i depresja. Redukcja stresu poprzez medytację mindfulness, in. uważność (ang. MBSR – Mindfulness-based stress reduction) również przydaje się w radzeniu sobie z ruminacjami.